# Litván Gazdák és Zöldek Uniója
A Litván Gazdák és Zöldek Uniója (litvánul Lietuvos valstiečių ir žaliųjų sąjunga, LVŽS) egy politikai párt, melyet 2001-ben alapítottak meg. A párt elnöke Ramunas Karbauksis. A párt 2004 óta parlamenti párt,  jelenleg 32 mandátummal rendelkezik a 141 fős litván parlamentben, a Seimasban. 2016-ban a párt megnyerte a litvániai parlamenti választásokat, így a párt miniszterelnök-jelöltje, Saulis Skvernelis alakított kormányt.

## Választási eredmények
| Választás éve | Szavazatok száma | Szavazatok aránya | Mandátumok száma | Parlamenti státusz |
| ------------- | ---------------- | ----------------- | ---------------- | ------------------ |
| 2004*         | 78 902           | 6,6%              | 10               | kormánypárt        |
| 2008          | 46 162           | 3,73%             | 3                | ellenzék           |
| 2012          | 53 141           | 3,88%             | 1                | ellenzék           |
| 2016          | 274 108          | 22,45%            | 54               | kormánypárt        |
| 2020          | 204 780          | 18,07%            | 32               | ellenzék           |
| 2024          | 87 734           | 7,16%             | 8                | ellenzék           |

* - koalícióban az Új Demokrácia Pártjával
| Választás éve | Szavazatok száma | Szavazatok aránya | Mandátumok száma |
| ------------- | ---------------- | ----------------- | ---------------- |
| 2004          | 89 338           | 7,4%              | 1                |
| 2009          | 10 285           | 1,82%             | 0                |
| 2014          | 75 643           | 6,25%             | 1                |
| 2019          | 157 604          | 11,92%            | 2                |
| 2024          | 61 880           | 9,13%             | 1                |

## Külső hivatkozások
- a párt honlapja